# Arg, Cabul
O Arg (em pastó: ارګ; em dari: ارگ; significa 'cidadela') é o palácio presidencial do Afeganistão, localizado em Cabul. Desde a abolição da presidência do Afeganistão em 2021 pelo Talibã, tem servido como ponto de reunião do Gabinete do Afeganistão. O palácio fica em um terreno de 34 hectares (83 acres) no Distrito 2, entre Deh Afghanan e o bairro rico de Wazir Akbar Khan; tem sido historicamente usado por muitos chefes de estado afegãos, de Abderramão Cã (que lançou as suas bases) a Ashraf Ghani.
Foi construído após a destruição do Bala Hissar em 1880.

## História
A fundação do Arg foi lançada pelo Emir Abderramão Cã em 1880 após assumir o trono. Foi projetado como um castelo com uma vala cheia de água ao seu redor. Abderramão Cã chamou-a de Arg-e-Shahi (Cidadela do Rei) e incluía, entre outros edifícios, uma residência para sua família, um quartel do exército e o tesouro nacional. Anteriormente, Bala Hissar serviu como cidadela ou quartel-general dos emires até ser destruída pelo Regimento da Força de Fronteira durante a Segunda Guerra Anglo-Afegã (1878-1880).
O Arg serviu como palácio real e presidencial para todos os reis e presidentes do Afeganistão. Hafizullah Amin também usou o Palácio de Tajbeg como residência para sua família. Sofreu modificações e revitalização sob os diferentes governantes. Durante a Revolução de Saur de 1978, o general Mohammed Daoud Khan e sua família foram assassinados por membros do Partido Democrático Popular do Afeganistão (PDPA) dentro do Arg. Em 15 de agosto de 2021, após a ofensiva talibã de 2021 e a quase tomada da capital, os talibãs ocuparam Arg depois de o presidente Ashraf Ghani ter fugido do país supostamente em busca da paz e para evitar derramamento de sangue. Desde então, os Taliban têm utilizado o Arg para realizar reuniões do Gabinete do Afeganistão, exceto aquelas presididas pelo líder do Emirado Islâmico, que são realizadas em Candaar.

## Construção
O Arg (até 15 de agosto de 2021) consistia no seguinte:
- O Gul Khana, que serviu de escritório para o Presidente Ashraf Ghani e para o Gabinete de Protocolo do Presidente;
- Os Gabinetes do Chefe de Gabinete do Presidente;
- Edifício do Conselheiro de Segurança Nacional; e os Gabinetes do Porta-Voz do Presidente.
- Escritórios das Forças de Segurança Nacional Afegãs (ANSF).
- Edifício do Gabinete Administrativo da Presidência.
- Vários edifícios para receber delegações ou acolher grandes reuniões.

## Galeria

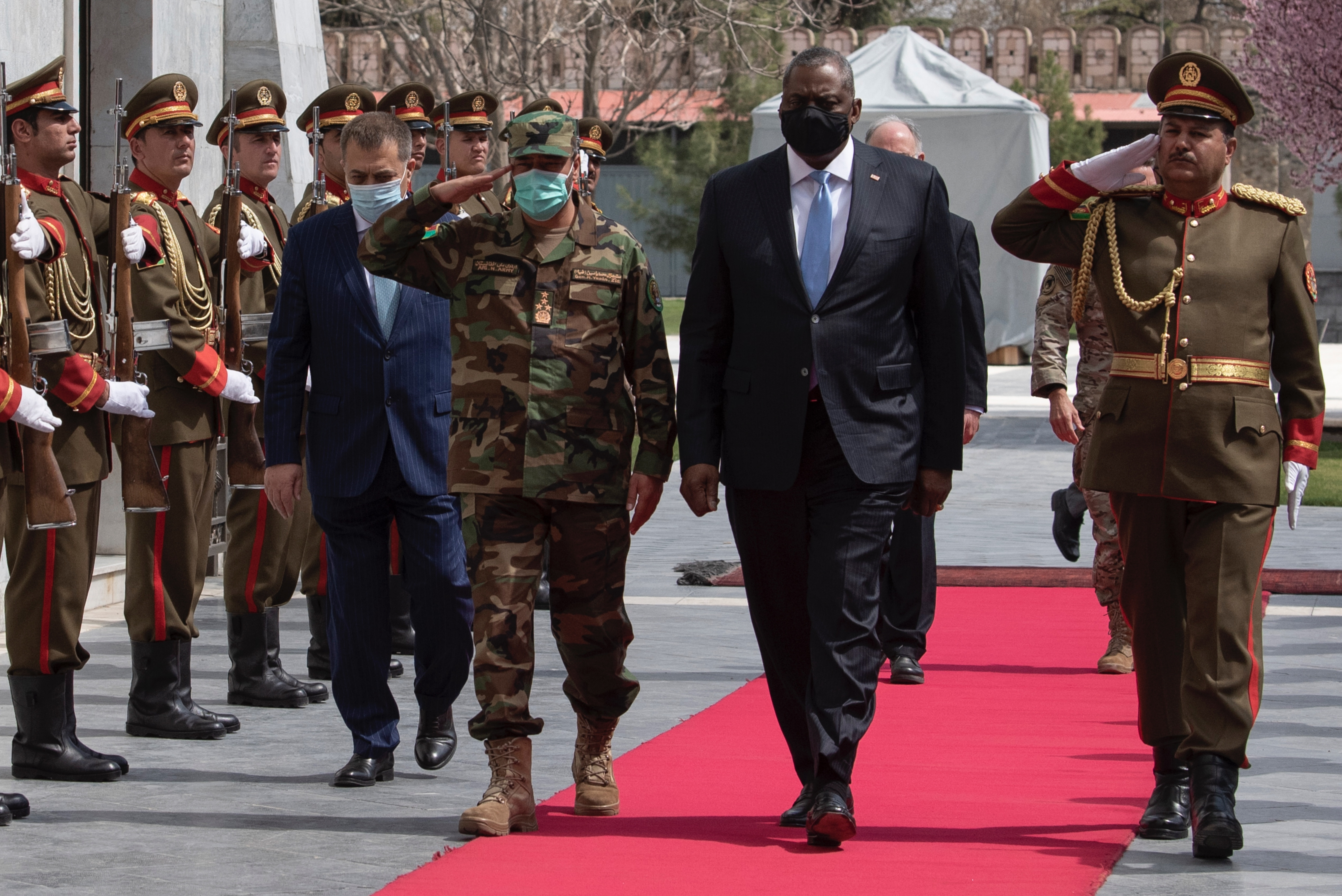
O secretário de Defesa dos Estados Unidos, Lloyd Austin, no palácio em 21 de março de 2021.
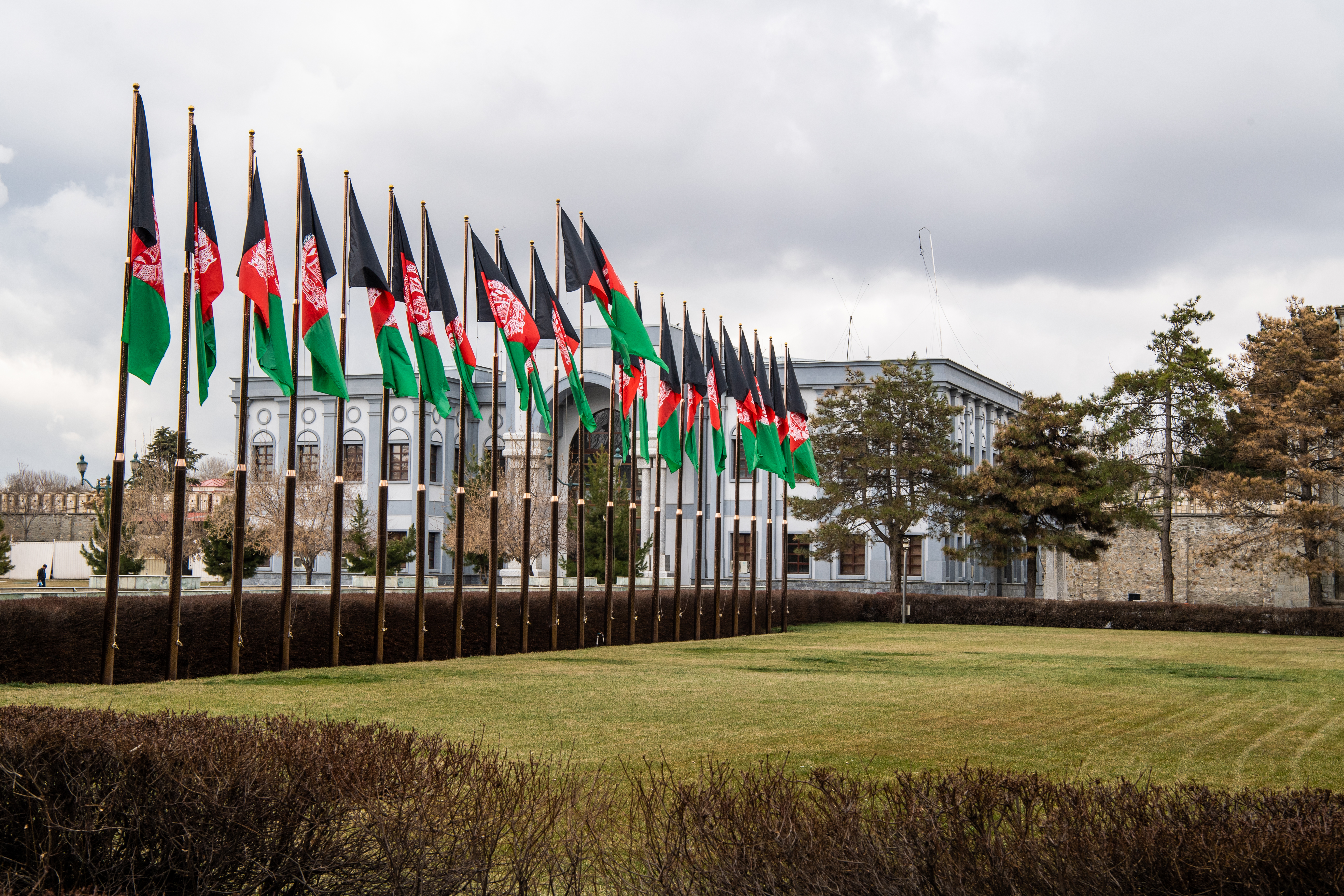
A frente do palácio em 29 de fevereiro de 2020.
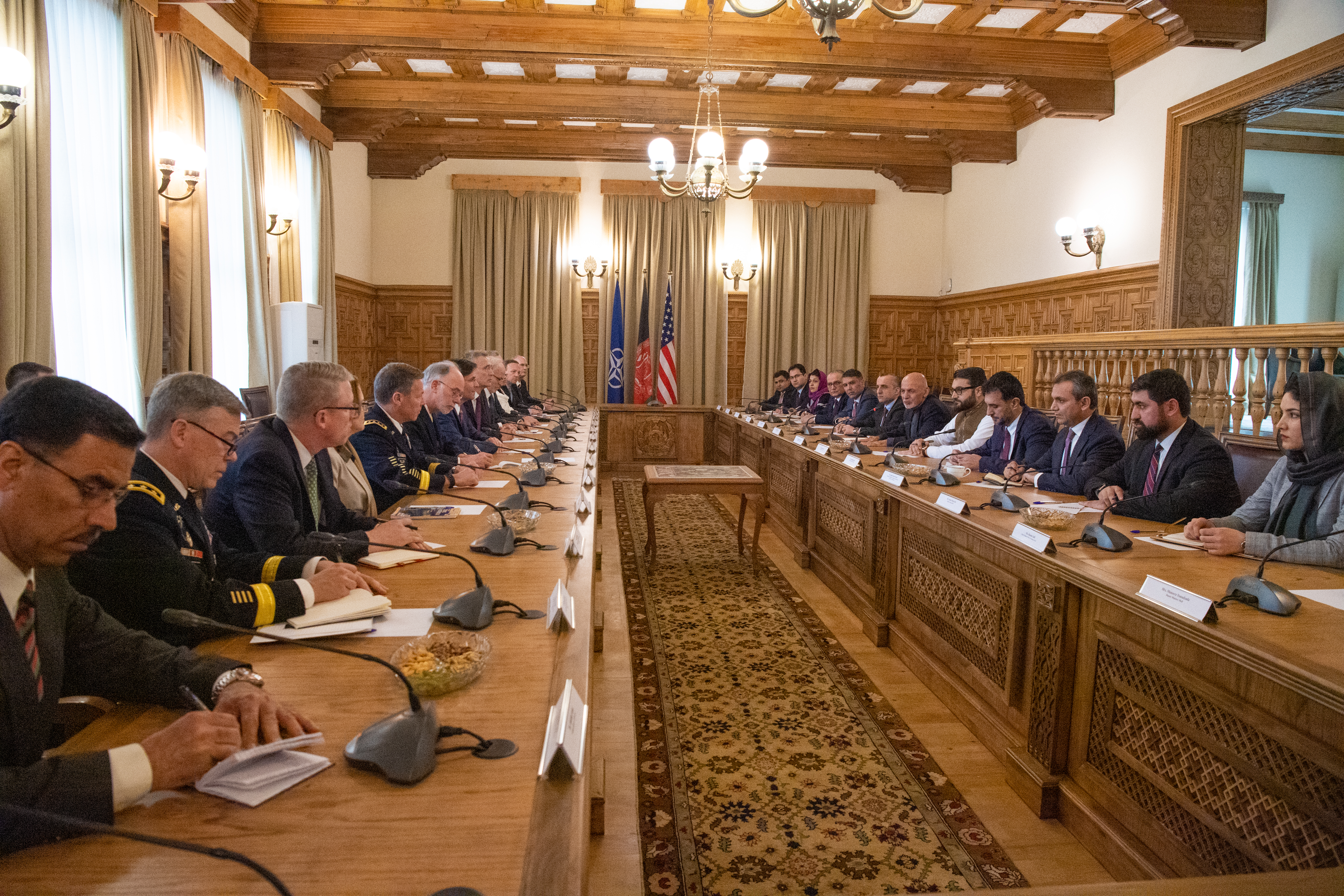
Autoridades da OTAN e do Afeganistão em 2020.
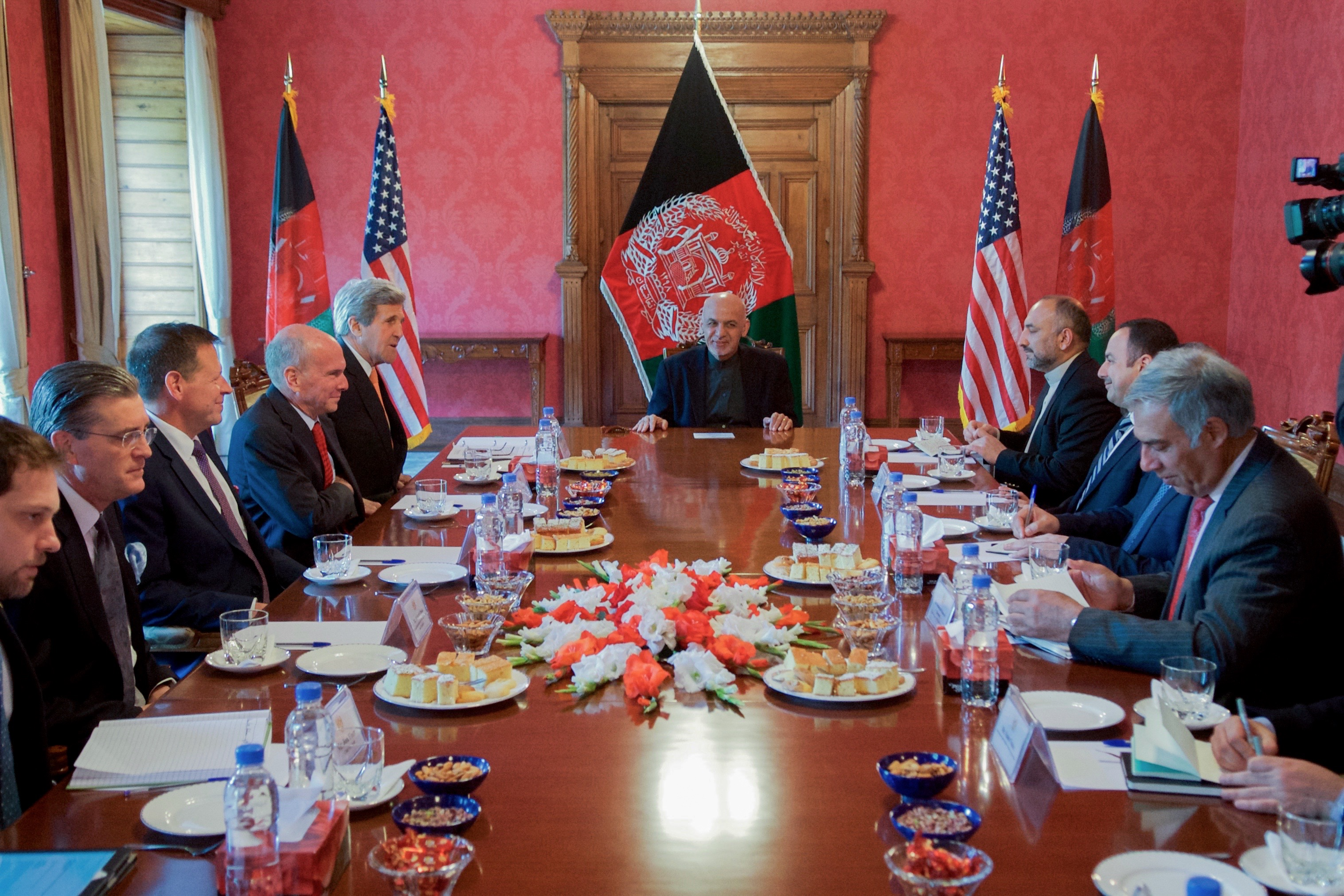
Presidente afegão Ashraf Ghani com John Kerry.
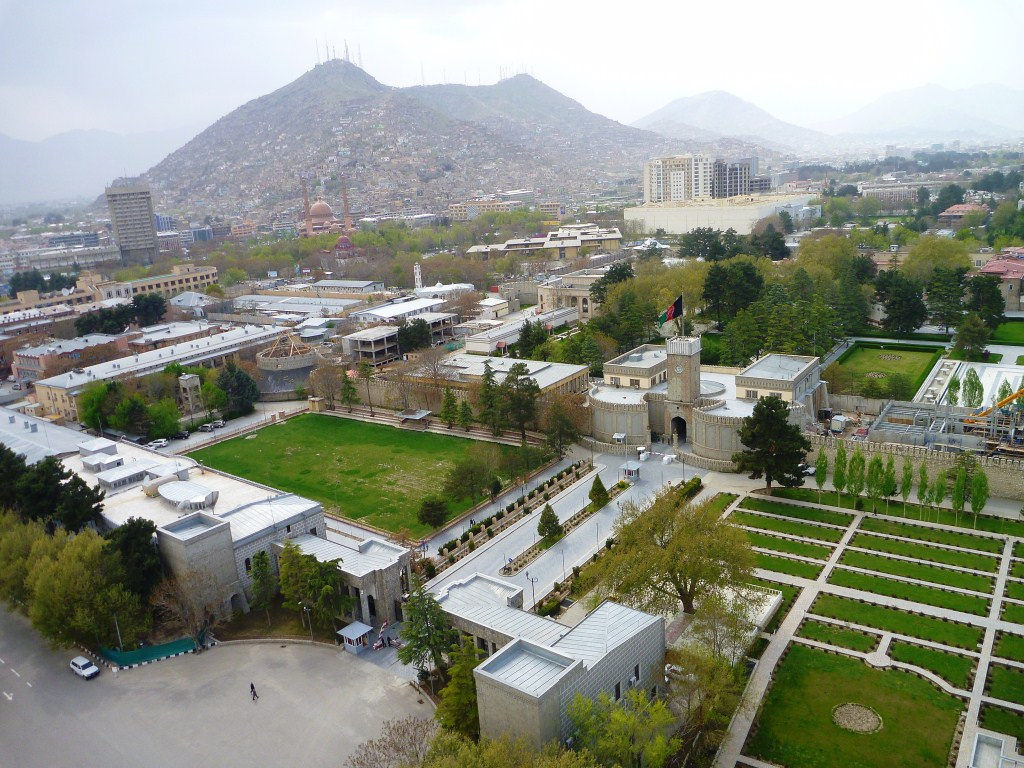
Visão geral do palácio Arg e de vários outros palácios e jardins do complexo.
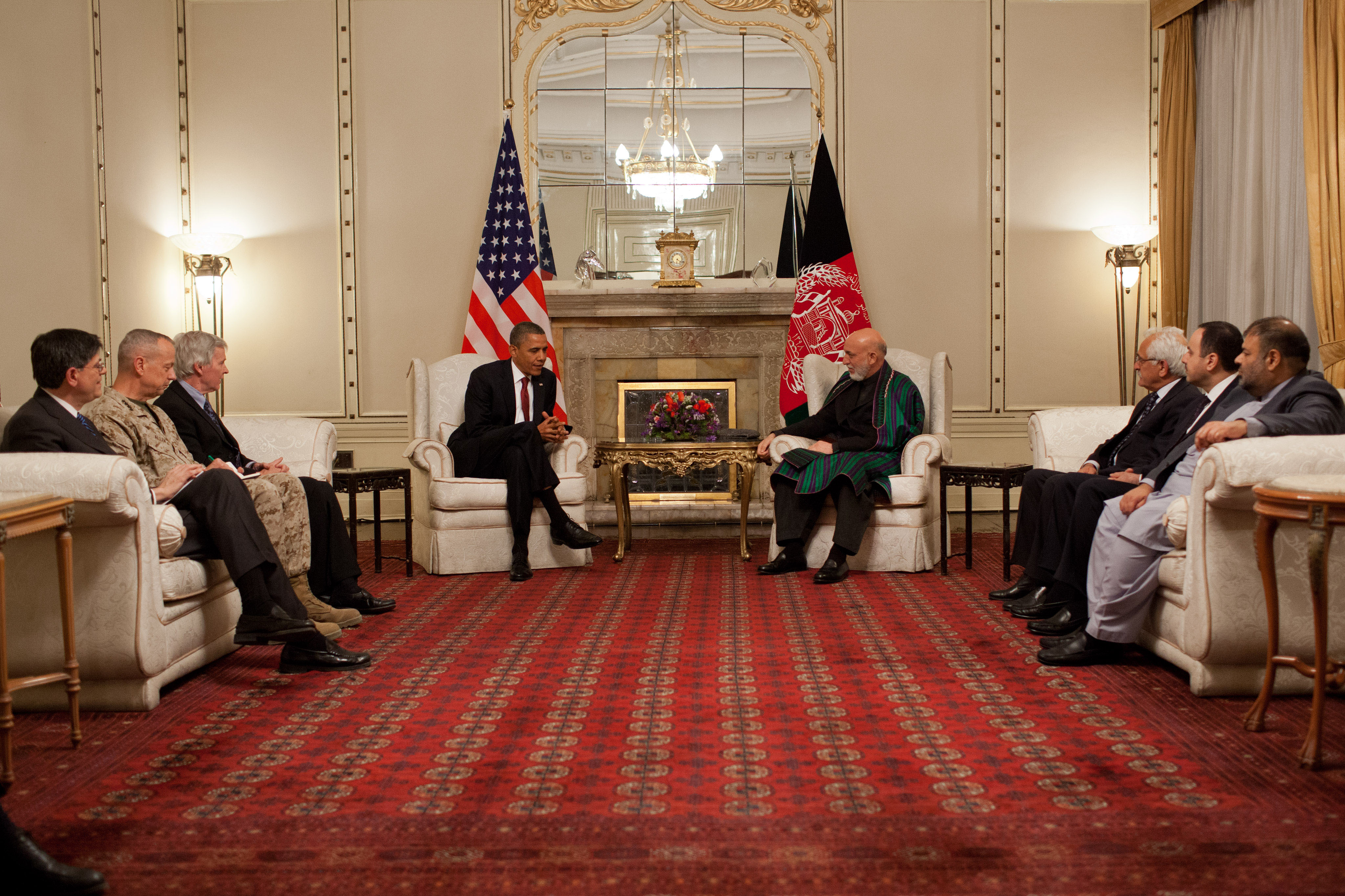
O presidente dos EUA, Barack Obama, e o presidente afegão, Hamid Karzai, durante a assinatura do acordo estratégico EUA-Afegão em maio de 2012.
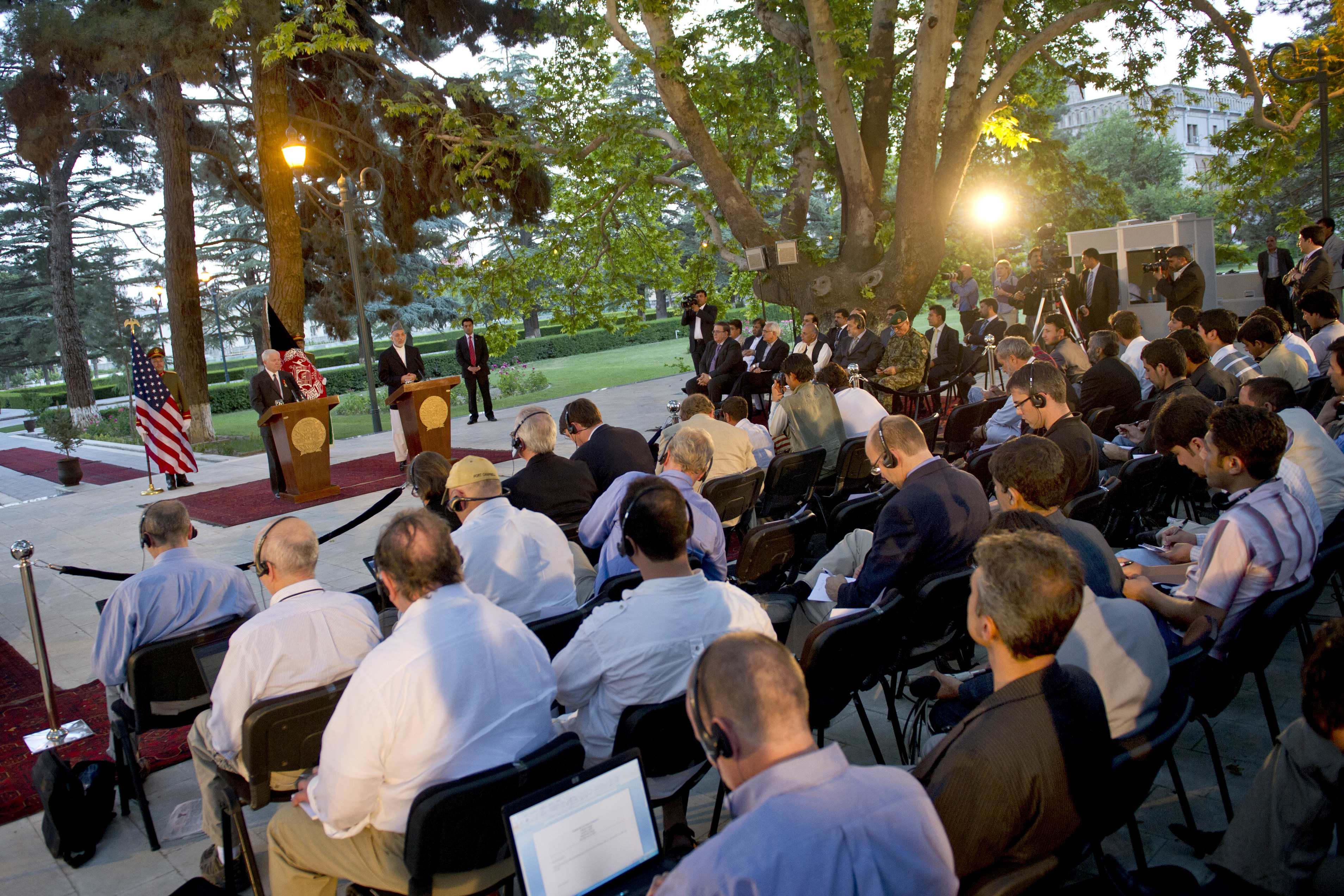
O secretário de Defesa dos EUA, Robert M. Gates, e Karzai discursando para a mídia internacional em 2011.
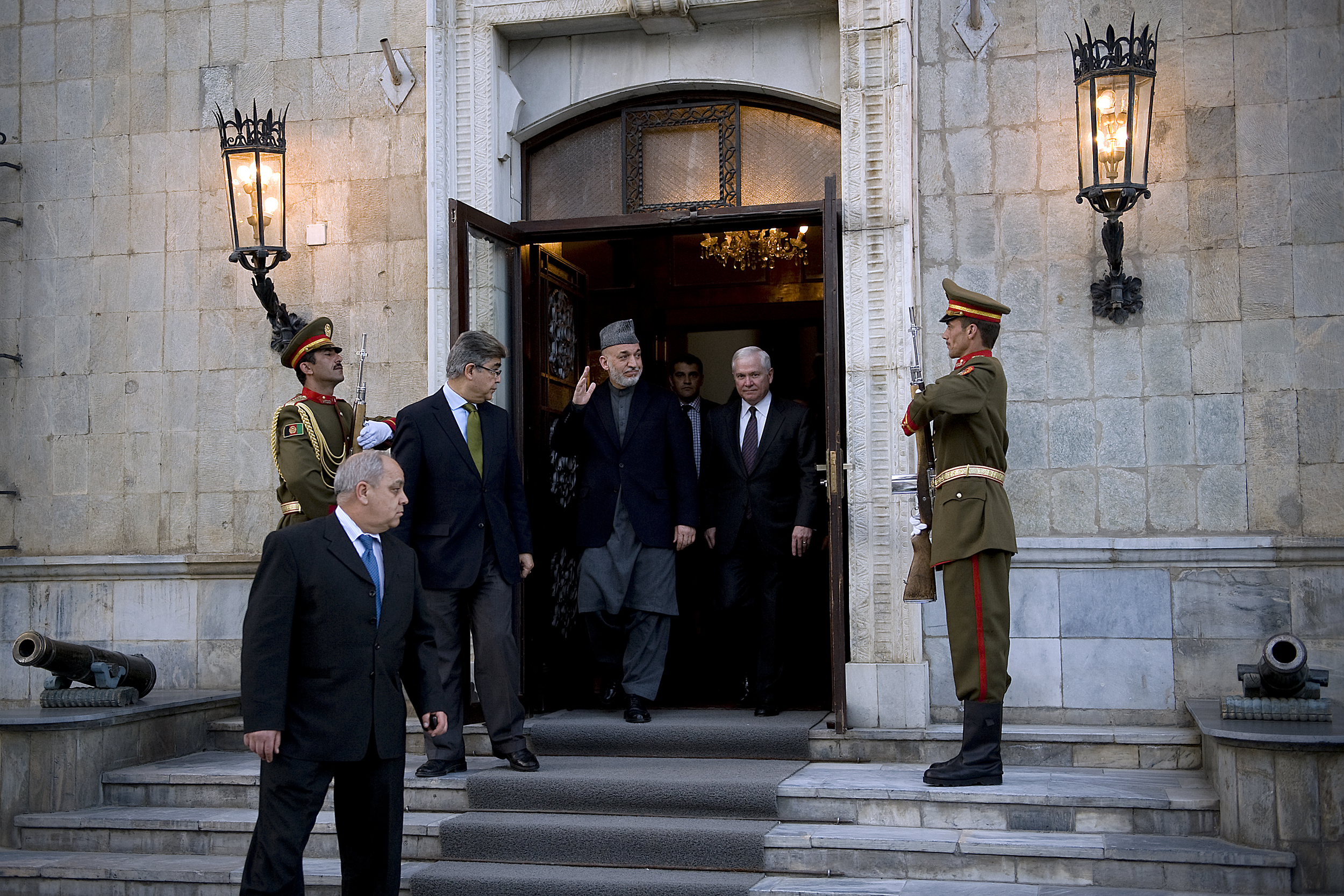
Karzai e Robert Gates em 2010.
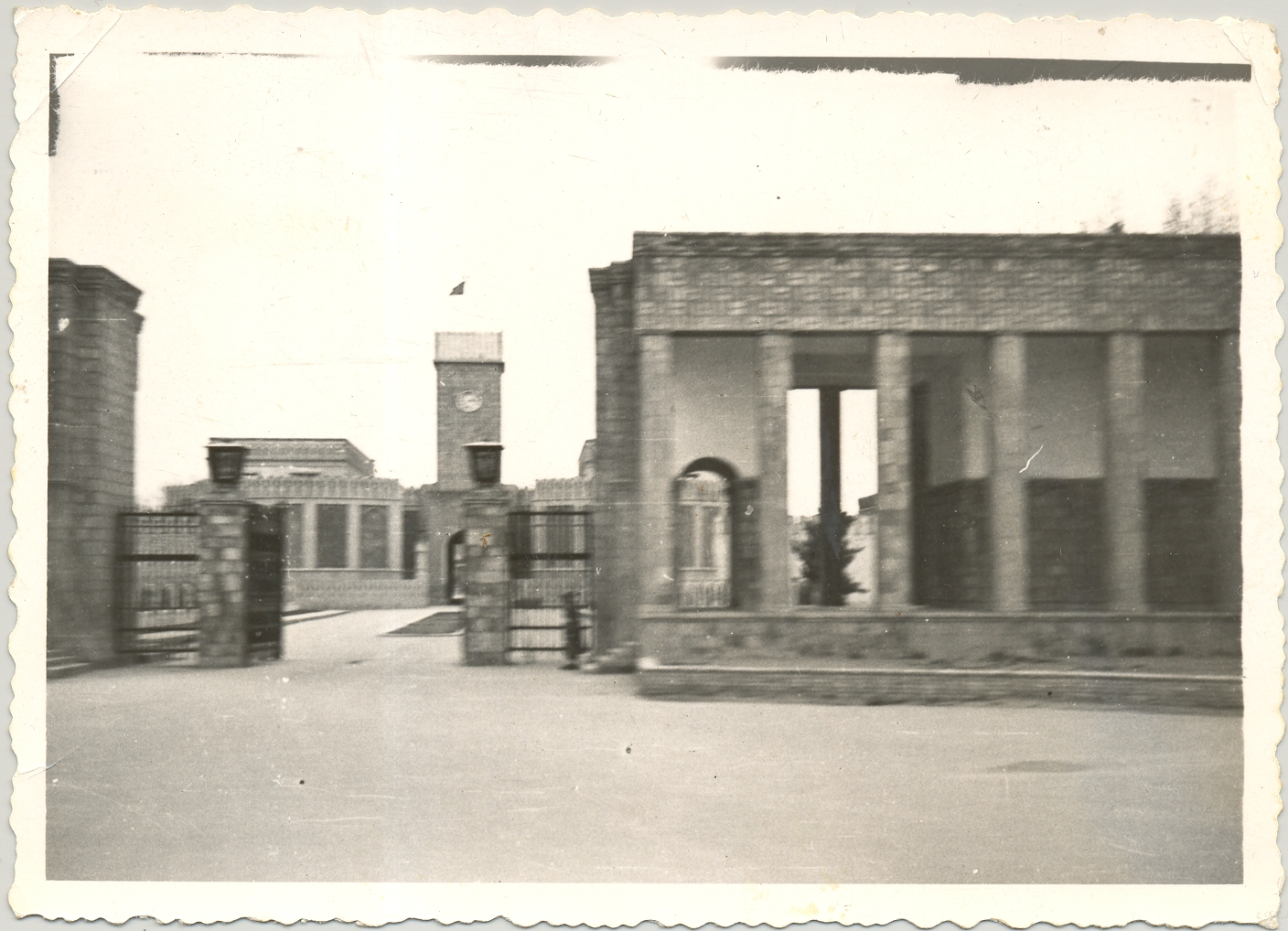
A entrada do Arg em 1965.
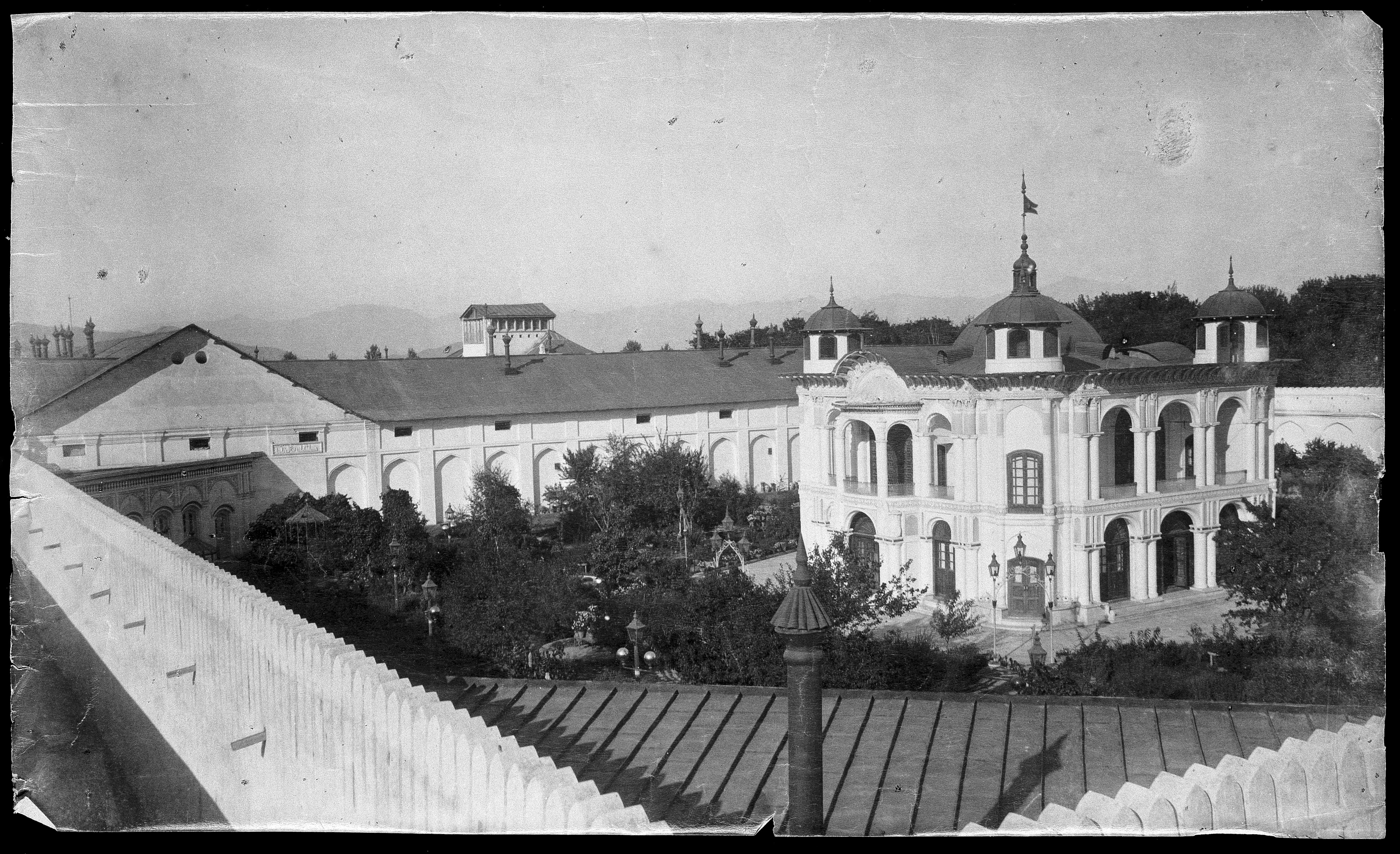
O palácio foi construído pela primeira vez na década de 1890, durante o reinado de Amir Abdur Rahman Khan.